# ダーモーダル川
ダーモーダル川（ダーモーダルがわ；ベンガル語 দামোদর নদ）は、インドのジャールカンド州および西ベンガル州を流れる河川。チョーター・ナーグプル平原の上の、ジャールカンド州のパラームー県にあるチャンドワー村付近に水源があり、そこから東に向かって592km流れて、フーグリー川に合流する。